# کیزیل-چیشما
کیزیل-چیشما (انگلیسی: Kyzyl-Chishma) یک شهرک در شهرستان بلاگووارسکی باشقیرستان کشور روسیه است.